# بطارية النظائر المشعة متعددة المهام

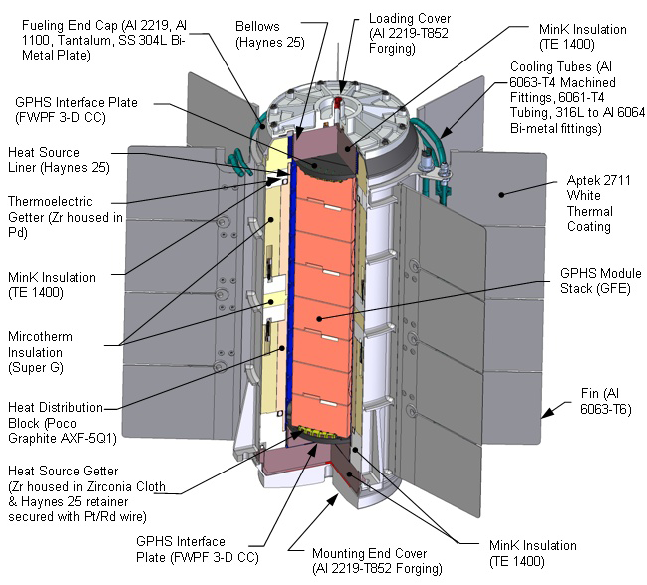

تعتبر بطارية النظائر المشعة متعددة المهام (بالإنكليزية: Multi-mission radioisotope thermoelectric generator)، وتُختصر إلى MMRTG، أحد أنواع بطاريات النظائر المشعة (RTG) التي طُورت لتستخدم في المهمات الفضائية لوكالة ناسا، مثل مختبر علوم المريخ (MSL)، وتخضع هذه البطاريات لسلطة مكتب أنظمة الفضاء والدفاع التابع لوزارة الطاقة الأمريكية ضمن مكتب الطاقة النووية. طُورت هذه البطاريات بواسطة فريق صناعي من شركتي إيروجيت روكيتداين وتيليداين لأنظمة الطاقة.

## خلفية
تحتاج البعثات الاستكشافية للفضاء إلى أنظمة طاقة آمنة، واعتمادية، وطويلة الأمد حتى توفر الطاقة الكهربائية والحرارية للمركبة الفضائية وأجهزتها العلمية. وتعتبر بطاريات النظائر المشعة مصدرًا ذا قدرة فريدة على توليد الطاقة، إذ إنها بطاريات نووية قادرة على تحويل الحرارة إلى كهرباء بكفاءة. استُخدمت طاقة النظائر المشعة في ثماني مهمات مدارية حول الأرض، وثماني مهمات إلى الكواكب الخارجية، وفي بعثات أبولو بعد بعثة أبولو 11 إلى قمر كوكب الأرض. وتضم مهمات المجموعة الشمسية الخارجية المهمات بيونير 10 و11، وفوياجر 1 و2، ويوليوس، وغاليليو، وكاسيني، ونيو هورايزونز. تعمل بطاريات النظائر المشعة على متن مركبتي الفضاء؛ فوياجر 1، وفوياجر 2، منذ عام 1977. وإجمالًا، أُطلقت 26 مهمةً و45 بطارية نظائر مشعة، على مدار العقود الأربعة الماضية، بواسطة الولايات المتحدة.

## الوظيفة
تحول مزدوجات الحالة الصلبة الكهروحرارية الحرارة الناتجة عن التحلل الطبيعي للنظير المشع، ثاني أكسيد البلوتونيوم 238، إلى طاقة كهربائية. وبخلاف الخلايا الشمسية، لا تعتمد بطاريات النظائر المشعة على الشمس، وبالتالي يمكن استخدامها في مهام الفضاء العميق.

## تاريخ
في يونيو 2003، منحت وزارة الطاقة الأمريكية (DOE) عقد تطوير بطاريات النظائر المشعة متعددة المهام إلى فريق بقيادة شركة إيروجيت روكيتداين. تعاونت إيروجيت روكيتداين مع شركة تيليداين لأنظمة الطاقة في وضع التصميم التصوري لبطاريات النظائر المشعة متعددة المهام القائم على أحد تصاميم المحولات الكهروحرارية السابقة، سناب 19، والمُطور بواسطة شركة تيليداين ليستخدم في البعثات الفضائية الاستكشافية السابقة. استُخدم سناب 19 في المهمتين بيونير 10، وبيونير 11 بالإضافة إلى مركبات الهبوط فايكينغ 1 وفايكينغ 2.

## التصميم والمواصفات
زُودت بطاريات النظائر المشعة متعددة المهام بثماني وحدات من نوع المصدر الحراري متعدد الأغراض (GPHS) القائم على ثاني أكسيد البلوتونيوم 238، من خلال وزارة الطاقة الأمريكية. وفي بداية عملها، تولد هذه الوحدات الثماني نحو 2 كيلوواط من الطاقة الحرارية.
يضم تصميم بطاريات النظائر المشعة متعددة المهام مزدوجات كهروحراريةً من نوع PbTe/TAGS، من شركة تيليداين لأنظمة الطاقة، وتضم مادة TAGS كلًا من التيليريوم (Te)، والفضة (Ag)، والجرمانيوم (Ge)، والأنتيمون (Sb). صُممت بطاريات النظائر المشعة متعددة المهام لإنتاج 125 واط من الطاقة الكهربائية في بداية المهمة، لتتناقص حتى تصل إلى 100 واط فقط بعد 14 سنةً. تنتج بطارية النظائر المشعة متعددة المهام، بكتلة 45 كيلوغرامًا، طاقةً كهربائيةً بمعدل 2.8 واط لكل كيلوغرام في بداية عملها.
يعتبر تصميم بطاريات النظائر المشعة متعددة المهام قادرًا على العمل في الفراغ الفضائي وأغلفة الكواكب الجوية، مثل سطح كوكب المريخ. وتضمنت أهداف تصميم بطاريات النظائر المشعة متعددة المهام ضمان درجة عالية من الأمان، وتحسين مستويات الطاقة على مدار فترة عمل لا تقل عن 14 عامًا، مع خفض الكتلة قدر الإمكان.

## الاستخدام في المهام الفضائية
تَستخدم مركبة مختبر علوم المريخ الجوالة، كيوريوسيتي، والتي هبطت بنجاح على فوهة غيل يوم 6 أغسطس 2012، بطاريةً نظائر مشعة متعددة المهام لإنتاج الحرارة والكهرباء لمكوناتها وأجهزتها العلمية. ستسمح هذه الطاقة الاعتمادية الناتجة عن هذه البطارية بعمل المركبة لمدة عدة أعوام.
في يوم 20 فبراير 2015، صرح أحد مسؤولي وكالة ناسا عن وجود كمية متاحة من البلوتونيوم لوكالة ناسا تكفي لاستخدامها في ثلاث بطاريات نظائر مشعة متعددة المهام مثل البطارية المستخدمة في مركبة كيوريوسيتي روفر الجوالة. خًصصت إحدى هذه البطاريات الثلاث في مركبة مارس 2020 الجوالة. ولم تخصص ناسا البطاريتين الأخريين لأي مهمات أو برامج أخرى، ويمكن أن تكون هاتان البطاريتان متاحتين في أواخر عام 2021.
أُطلقت إحدى بطاريات النظائر المشعة متعددة المهام بنجاح إلى المدار في يوم 30 يوليو 2020 على متن مهمة مارس 2020. كانت البطارية المستخدمة في هذه المهمة من طراز إف 2، وطُورت بواسطة وزارة الطاقة الأمريكية بفترة عمل تشغيلية تصل إلى 14 عامًا.
ستستخدم مهمة دراغون فلاي القادمة التابعة لوكالة ناسا إلى قمر كوكب زحل، تيتان، بطارية نظائر مشعة متعددة المهام. وستُستخدم بطارية النظائر المشعة متعددة المهام في شحن مجموعة من بطاريات أيون الليثيوم، ثم سيُستخدم هذا الإمداد المرتفع من كثافة الطاقة في تحليق مروحية رباعية لتقوم بقفزات قصيرة فوق سطح القمر تيتان.

## التكلفة
تُقدر تكلفة صناعة بطارية النظائر المشعة متعددة المهام بنحو 109,000,000 دولار أمريكي، وتُقدر تكلفة الأبحاث والتطوير الخاصة بهذه البطارية بنحو 83,000,000 دولار أمريكي. وللمقارنة، وصلت تكلفة إنتاج وتشغيل بطاريات النظائر المشعة من نوع GPHS-RTG إلى 118,000,000 دولار أمريكي تقريبًا.